# Symplecta cramptonella
Symplecta cramptonella là một loài ruồi trong họ Limoniidae. Chúng phân bố ở miền Tân bắc.